# Ivan Poulikhov
Ivan Petrovitch Poulikhov (en russe : Иван Петрович Пулихов), surnommé Vassia, né le 5 septembre 1879 à Minsk (gouvernement de Minsk, Empire russe) et mort exécuté le 11 mars 1906 dans la même ville, est un révolutionnaire et terroriste russe d'origine biélorusse, membre du parti socialiste révolutionnaire (SR) et membre du détachement militaire aérien du kraï Nord-Ouest.

## Biographie
Poulikhov naît dans une famille de fonctionnaires de la petite noblesse. Il termine sans diplôme les sept classes du lycée moderne (Realgymnasium), puis il part pour Saint-Pétersbourg, où il passe en candidat libre l'examen d'entrée à l'université. Il s'enflamme pour la révolution de 1905 et participe a des manifestations, si bien qu'il est arrêté et renvoyé chez son père à Minsk sous surveillance de la police. Ensuite il loue une chambre en ville et gagne sa vie comme répétiteur. mais il reverse la plupart de ses gages à l'organisation des SR.

### Attentat contre le gouverneur Kourlov

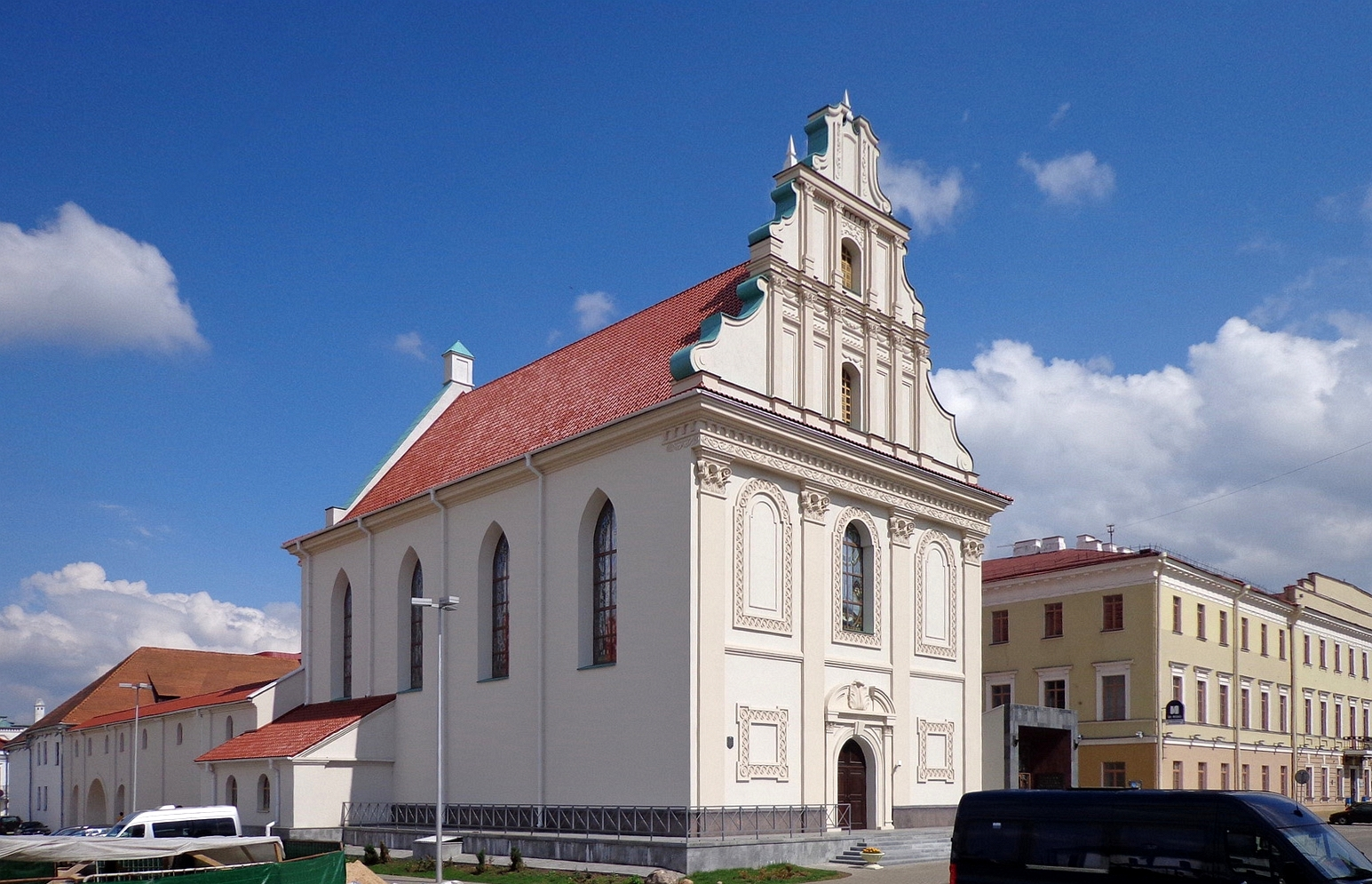
Collégiale Saint-Pierre-et-Saint-Paul.

L'organisation clandestine des socialistes-révolutionnaires le désigne avec Alexandra Izmaïlovitch (1878-1941) pour tuer le gouverneur de Minsk, Kourlov. Le 14 janvier 1906, après le service funèbre du général Kourtch, lorsque le cercueil du défunt quitte la collégiale Saint-Pierre-et-Saint-Paul, Poulikhov lance une bombe sur Kourlov, mais elle n'explose pas. En effet, la livraison de la bombe à Minsk a été commandée par Zinaïda Joutchenko, infiltrée chez les SR et employée du département de la sécurité de Moscou. L'assistant du chef du département, von Cotten, a auparavant ôté le détonateur de la bombe, après quoi Zinaïda Joutchenko a livré la bombe à Minsk.
Aussitôt Alexandra Izmaïlovitch ouvre le feu avec un pistolet sur le chef de la police Norov. Après avoir tiré cinq balles, elle blesse le soldat Zakhar Potapov et le postier Foma Gontcharik qui se tenaient dans le public. Poulikhov et Alexandra Izmaïlovitch sont aussitôt arrêtés sur le lieu-même de l'attentat. On leur ôte leur brownings et la police constate que cinq balles manquent à celui d'Alexandra Izmaïlovitch et aucune à celui de Poulikhov.
Ils sont incarcérés à la prison de la ville en détention provisoire. Poulikhov a failli s'échapper, mais il est dénoncé au dernier moment. Le 16 février 1906, ils sont condamnés par le tribunal militaire à la peine de mort par pendaison. Le pourvoi en cassation est examiné le 20 février 1906. Celui de Poulikhov ouvert à la demande de son père n'est pas satisfait. Quant à Alexandra Izmaïlovitch, elle est condamnée aux travaux forcés à perpétuité. Poulikhov est pendu le 26 février 1906 dans la cour de la prison. Il est enterré secrètement.

### Tombeau de Poulikhov
Vingt ans plus tard, c'est le gardien du cimetière Storojevski qui montre l'emplacement des inhumations des condamnés à mort politiques. La municipalité communiste décide de lui ériger une stèle de granite rouge. En 1954, le cimetière étant supprimé, la tombe de Poulikhov est transférée au cimetière militaire de Minsk. Une rue de Minsk porte son nom.